# 秋野央樹
秋野 央樹（あきの ひろき、1994年10月8日 - ）は、千葉県印西市出身のプロサッカー選手。Jリーグ・アビスパ福岡所属。ポジションはミッドフィールダー、 ディフェンダー。

## 来歴

### プロ入り前
9歳から柏レイソルのアカデミーに所属。小学校6年時の2006年、日本代表としてダノンネーションズカップに出場した。中学時代より各世代の年代別日本代表に名を連ね、AFC U-16選手権2010準々決勝・イラク戦では、チームをFIFA U-17ワールドカップ出場へ導く決勝ゴールを挙げた。本大会でも計4試合に出場し、グループリーグ突破の懸かったアルゼンチン戦で得点を挙げるなど、自国開催だった1993年大会以来18年ぶりのベスト8進出に貢献した。2012年8月3日、同期の小林祐介、木村裕と共に、トップチームに2種登録された。同年は柏レイソルU-18の主将を務め、第36回日本クラブユースサッカー選手権（U-18）大会でクラブ史上初の優勝を達成し、自身も大会MVPに選出。千葉県予選を勝ち抜いて出場した第92回天皇杯では、1回戦ヴェルフェたかはら那須戦に勝利し、2回戦で天皇杯史上初となるトップチームと下部組織の「兄弟対決」を実現させた。

### 柏レイソル
2013年、小林、木村、中村航輔と共にトップチームへ昇格。J1第3節ベガルタ仙台戦で公式戦初出場を果たした。プロ2年目の2014年は、リーグ戦7試合に出場。同年8月のスルガ銀行チャンピオンシップ・CAラヌース戦では左センターバックとして先発出場し、勝利に貢献した。9月に開催されたアジア競技大会では、山中亮輔の負傷により3試合で左サイドバックを務めた。アカデミー時代の恩師である吉田達磨が監督に就任した2015年は、4-1-4-1システムのアンカーとして茨田陽生とレギュラーを争い、リーグ戦16試合に出場した。2016年ではアカデミーで同期の中川寛斗、小林祐介と3ボランチを形成してレギュラーに定着した。また、大谷秀和不在時のキャプテンも務めた。

### 湘南ベルマーレ
2017年、湘南ベルマーレに期限付き移籍で加入。2017年7月16日、第13節の東京ヴェルディ1969戦では今季初得点を決めて勝利に貢献した。2018年も期限付き移籍期間を延長した後、2019年に湘南に完全移籍した。

### V·ファーレン長崎
2019年7月23日、V・ファーレン長崎へ期限付き移籍。2019年シーズン終了後、完全移籍に移行することが発表された。
2021年に足首を痛め、以後約2年間ほとんど試合に出られない状態が続いたこともあり、2023年11月に契約満了が発表された。しかし、2024年1月16日に長崎との再契約を発表。本人がのちに語ったところによれば、一時はトライアウトを経て他チームへの移籍話が進んだものの、秋野を戦力外としたファビオ・カリーレ監督が辞任し、後任に柏ユース時代に指導を受けた下平隆宏が就くことが濃厚となったため、代理人を通じ再契約を打診したところスムーズに話が進んだという。

### アビスパ福岡
2024年12月23日、アビスパ福岡に完全移籍。

## プレースタイル
精度の高い左足のキックと、的確な状況判断能力が持ち味のゲームメーカー。本職はボランチだが、センターバックや左サイドバックもこなせるユーティリティプレーヤーである。

## 所属クラブ
- 2004年 - 2006年 柏レイソルU-12 (印西市立小倉台小学校)
- 2007年 - 2009年 柏レイソルU-15 (印西市立木刈中学校)
- 2010年 - 2012年 柏レイソルU-18 (千葉県立柏中央高等学校)
  - 2012年 柏レイソル (2種登録選手)
- 2013年 - 2018年  柏レイソル
  - 2017年 - 2018年  湘南ベルマーレ (期限付き移籍)
- 2019年  湘南ベルマーレ
  - 2019年7月 - 12月  V・ファーレン長崎 (期限付き移籍)
- 2020年 - 2024年  V・ファーレン長崎
- 2025年 -  アビスパ福岡

## 個人成績
| 国内大会個人成績 | 国内大会個人成績 | 国内大会個人成績 | 国内大会個人成績 | 国内大会個人成績 | 国内大会個人成績 | 国内大会個人成績 | 国内大会個人成績 | 国内大会個人成績 | 国内大会個人成績 | 国内大会個人成績 | 国内大会個人成績 |
| 年度             | クラブ           | 背番号           | リーグ           | リーグ戦         | リーグ戦         | リーグ杯         | リーグ杯         | オープン杯       | オープン杯       | 期間通算         | 期間通算         |
| 年度             | クラブ           | 背番号           | リーグ           | 出場             | 得点             | 出場             | 得点             | 出場             | 得点             | 出場             | 得点             |
| 日本             | 日本             | 日本             | 日本             | リーグ戦         | リーグ戦         | リーグ杯         | リーグ杯         | 天皇杯           | 天皇杯           | 期間通算         | 期間通算         |
| ---------------- | ---------------- | ---------------- | ---------------- | ---------------- | ---------------- | ---------------- | ---------------- | ---------------- | ---------------- | ---------------- | ---------------- |
| 2011             | 柏U-18           | 3                | -                | -                | -                | -                | -                | 1                | 0                | 1                | 0                |
| 2012             | 柏U-18           | 6                | -                | -                | -                | -                | -                | 2                | 0                | 2                | 0                |
| 2013             | 柏               | 17               | J1               | 2                | 0                | 0                | 0                | 2                | 0                | 4                | 0                |
| 2014             | 柏               | 17               | J1               | 7                | 0                | 1                | 0                | 0                | 0                | 8                | 0                |
| 2015             | 柏               | 17               | J1               | 16               | 0                | 1                | 0                | 2                | 0                | 19               | 0                |
| 2016             | 柏               | 17               | J1               | 23               | 1                | 0                | 0                | 1                | 0                | 24               | 1                |
| 2017             | 湘南             | 5                | J2               | 38               | 4                | -                | -                | 1                | 0                | 39               | 4                |
| 2018             | 湘南             | 10               | J1               | 20               | 0                | 4                | 0                | 1                | 0                | 25               | 0                |
| 2019             | 湘南             | 17               | J1               | 4                | 0                | 6                | 0                | 1                | 0                | 11               | 0                |
| 2019             | 長崎             | 37               | J2               | 17               | 0                | -                | -                | -                | -                | 17               | 0                |
| 2020             | 長崎             | 17               | J2               | 40               | 0                | -                | -                | -                | -                | 40               | 0                |
| 2021             | 長崎             | 17               | J2               | 13               | 0                | -                | -                | 0                | 0                | 13               | 0                |
| 2022             | 長崎             | 17               | J2               | 1                | 0                | -                | -                | 2                | 0                | 3                | 0                |
| 2023             | 長崎             | 17               | J2               | 14               | 0                | -                | -                | 0                | 0                | 14               | 0                |
| 2024             | 長崎             | 17               | J2               | 36               | 0                | 2                | 0                | 0                | 0                | 38               | 0                |
| 2025             | 福岡             | 15               | J1               |                  |                  |                  |                  |                  |                  |                  |                  |
| 通算             | 日本             | 日本             | J1               | 72               | 1                | 12               | 0                | 7                | 0                | 91               | 1                |
| 通算             | 日本             | 日本             | J2               | 159              | 4                | 2                | 0                | 3                | 0                | 164              | 4                |
| 通算             | 日本             | 日本             | 他               | -                | -                | -                | -                | 3                | 0                | 3                | 0                |
| 総通算           | 総通算           | 総通算           | 総通算           | 131              | 5                | 14               | 0                | 13               | 0                | 258              | 5                |

- 2012年は2種登録選手としての出場は無し。

その他の公式戦
| 2014   | J-22   | -      | J3     | 8  | 0 | 8  | 0 |
| 2015   | J-22   | -      | J3     | 3  | 0 | 3  | 0 |
| 通算   | 日本   | 日本   | J3     | 11 | 0 | 11 | 0 |
| 総通算 | 総通算 | 総通算 | 総通算 | 11 | 0 | 11 | 0 |

| 国際大会個人成績 | 国際大会個人成績 | 国際大会個人成績 | 国際大会個人成績 | 国際大会個人成績 |
| 年度             | クラブ           | 背番号           | 出場             | 得点             |
| AFC              | AFC              | AFC              | ACL              | ACL              |
| ---------------- | ---------------- | ---------------- | ---------------- | ---------------- |
| 2013             | 柏               | 17               | 1                | 0                |
| 2015             | 柏               | 17               | 2                | 0                |
| 通算             | AFC              | AFC              | 3                | 0                |

その他の国際公式戦
- 2014年
  - スルガ銀行チャンピオンシップ 1試合0得点

### 出場歴
- Jリーグ初出場 - 2013年3月16日 J1第3節 ベガルタ仙台戦（ユアテックスタジアム仙台）
- Jリーグ初得点 - 2016年3月12日 J1第3節 ジュビロ磐田戦（三協フロンテア柏スタジアム）

## タイトル

### クラブ
柏レイソルU-12
- ダノンネーションズカップ in JAPAN（2006年）

柏レイソルU-15
- 関東ユース (U-15)サッカーリーグ（2008年）

柏レイソルU-18
- 日本クラブユースサッカー選手権 (U-18)大会（2012年）
- 千葉県サッカー選手権大会（2012年）

柏レイソル
- Jリーグカップ（2013年）
- スルガ銀行チャンピオンシップ（2014年）

湘南ベルマーレ
- Jリーグカップ（2018年）
- J2リーグ（2017年）

### 個人
- 日本クラブユースサッカー選手権 (U-18)大会 MVP : 2012年

## 代表歴
- U-15日本代表
  - 2009年 - AFC U-16選手権 (予選)
- U-16日本代表
  - 2010年 - サニックス杯国際ユースサッカー大会、豊田国際ユースサッカー大会、AFC U-16選手権
- U-17日本代表
  - 2011年 - スロバキアカップ、FIFA U-17ワールドカップ
- U-18日本代表
  - 2011年 - Traditional Winter Tournament Israel
- U-19日本代表
  - 2012年 - SAFA ケープタウンU-20国際トーナメント、AFC U-22アジアカップ (予選)
  - 2013年 - アルクディア国際ユースサッカートーナメント
- U-20日本代表
  - 2013年 - 東アジア競技大会
- U-21日本代表
  - 2014年 - AFC U-22アジアカップ、アジア競技大会
- U-22日本代表
  - 2015年 - AFC U-23選手権 (予選)（※負傷により辞退[23]）